# 시판 하산
시판 하산(네덜란드어: Sifan Hassan, 1993년 1월 1일~)은 네덜란드의 육상 선수로 주 종목은 중거리와 장거리이다. 2020년 하계 올림픽에서 5000m와 10000m에서 금메달을, 1500m에서 동메달을 획득하였으며 올림픽 역사상 유일하게 단일 대회에서 중거리 종목과 2개의 장거리 종목에서 메달을 획득한 선수이다. 또한 올림픽 중거리 종목과 장거리 종목 모두 완주한 두 번째 여자 선수이다.
세계 육상 선수권 대회의 경우 2019년 대회에서 1500m와 10000m 부문에서 우승을 차지하여 육상 역사상 단일 세계 선수권 대회에서 해당 종목 2개를 모두 우승한 유일한 선수가 되었다. 2015년 세계 선수권 대회 1500m에서 동메달을 획득했고 2017년 세계 선수권 대회 5000m에서 동메달, 1500m에서 5위를 기록했다. 세계 실내 선수권 대회에서도 금메달을 1개 포함하여 메달 3개를 획득했으며, 2016년 세계 선수권 대회 1500m에서 금메달, 2018년 세계 선수권 대회 3000m에서 은메달, 1500m에서 동메달을 획득했다. 유럽 선수권 대회에서도 활약하여 메달 4개를 획득했고 유럽 실내 선수권 대회에서 금메달 1개를 획득했다. 또한 다이아몬드 리그에서 3번 우승했으며, 특히 2019년 다이아몬드 리그에서 1500m와 5000m 모두 우승을 차지했다.
현재 1마일 달리기(2019년), 5km 도로 달리기(2019년), 1시간 달리기(2020년) 세계 기록을 보유 중이며, 유럽 기록 5개(1500m, 3000m, 5000m, 10,000m, 하프마라톤), 네덜란드 국가 기록 3개(1500m, 3000m, 1마일)를 보유하고 있다.